# Heliconia lanata
Heliconia lanata är en enhjärtbladig växtart som först beskrevs av Peter Shaw Green, och fick sitt nu gällande namn av Walter John Emil Kress. Heliconia lanata ingår i släktet Heliconia och familjen Heliconiaceae. Inga underarter finns listade.